# Веска (Терни)
Веска је насеље у Италији у округу Терни, региону Умбрија.
Према процени из 2011. у насељу је живело 27 становника. Насеље се налази на надморској висини од 304 м.